# 鍾柔美
鍾柔美（英語：Yumi Chung Yau Mei，2006年12月21日—），香港女歌手及演員，是無綫電視歌唱選秀節目《聲夢傳奇》第一季的季軍，現為無綫電視經理人合約藝員、星夢娛樂旗下音樂廠牌「愛爆音樂」女歌手及女子組合After Class成員之一。粉絲名稱為米粉。2022年2月4日推出首支個人派台單曲《Breakin' My Heart》以個人身份正式出道，並於出道首年獲頒《新城勁爆頒獎禮2022》「勁爆新人」、《廣播九十五周年十大中文金曲》「最有前途女新人優異獎」等新人獎。

## 個人經歷

### 早年生活
鍾柔美生於香港，家有一兄，是一名混血兒，父親是香港華人，母親是菲律宾人。鍾柔美是家燕媽媽藝術中心的畢業生，並組成過組合Honey Bees，跟隨薛家燕四出表演，不過後來退團，於10歲時再與六位女童組成A Little Bit Shy；曾於NG Music星級歌唱學院跟隨吳天偉老師學習唱歌。除此之外，在未正式參加《聲夢傳奇》之前，鍾柔美便曾以童星身份接拍無綫電視劇集，當中包括飾演《收規華》女主角梁芯（楊茜堯飾演）的童年版。
2014年10月5日，年僅7歲的鍾柔美曾於澳門漁人碼頭會議展覽中心舉辦的「第四屆中國少兒小金鐘音樂大賽暨第二屆港澳區總決賽」中奪得聲樂組兒童組亞軍，而該比賽的同組季軍之一，正是她日後參加《聲夢傳奇》的戰友兼所屬女子音樂組合After Class的隊友詹天文。
2019年1月26日，年僅12歲的她參加「紅人堂體育及娛樂集團」舉辦的《登堂入室歌唱比賽》，演唱香港女歌手陳慧琳的《花花宇宙》，又唱又跳以大熱姿態奪冠。

### 演藝經歷

#### 2020年－2021年：參加《聲夢傳奇》出道

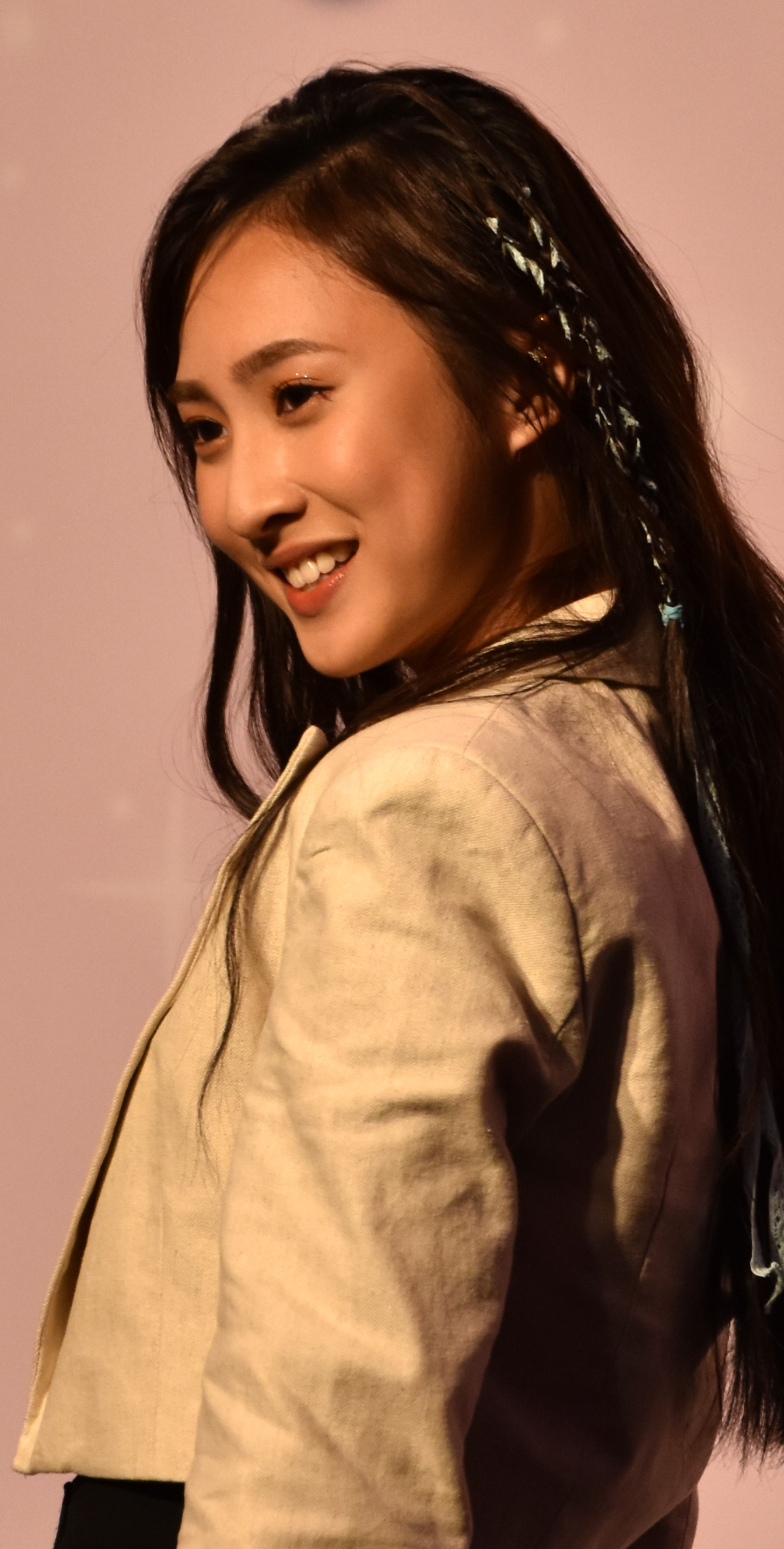
2021年11月23日，鍾柔美出席Fubon GO x 聲夢傳奇《唱出初心》活動

2020年，鍾柔美參加無綫電視的歌唱選秀節目《聲夢傳奇》成功入圍，並在參加比賽後與其他參賽者建立了深厚友誼，其中她因於第一次召集與姚焯菲及詹天文共同演唱連詩雅的名曲《到此為止》而更成為好友。
2021年7月9日，鍾柔美在《聲夢傳奇》第12集獲導師泳兒親自單獨教授後，以跳唱的方式演繹香港四大天王之一郭富城的歌曲《狂野之城》大獲好評，演出片段被發佈在Youtube後一度登上YouTube熱門首位，更在五天內達到100萬的點擊率，累計獲逾310萬點擊率，成為節目中第三位憑單曲表演破100萬點擊率的參賽者，該曲也成為節目首條過百萬點擊率的跳唱歌曲；同月19日，鍾柔美在《聲夢傳奇》總決賽中奪得季軍。
8月8日，鍾柔美在《聲夢傳奇》第8集中跳唱香港女子組合Cookies的代表作《心急人上》，片段被發佈在Youtube後成為她第二條過百萬點擊率的參賽影片；同月12至15日，眾導師及15位參賽者在旺角麥花臣場館舉行四場《聲·夢飛行 First Live On Stage》演唱會，是為鍾柔美所參與之首次公開售票演唱會。同月13日，跳唱郭富城的歌曲《狂野之城》的YouTube片段達到200萬點擊率，繼姚焯菲《戀愛預告》和炎明熹《沒有你還是愛你》後成為節目第三位超過200萬點擊率的參賽者。
10月，鍾柔美為電視劇《青年心城之撐起青春》獻唱主題曲《不想輕躺》，她是繼炎明熹後成為《聲夢傳奇》第二位推出個人單曲的學員，同時成為首位推出劇集主題曲的學員；同月15日，鍾柔美在《聲夢傳奇》第11集與導師衛蘭合唱的歌曲《就算世界無童話》在YouTube達到100萬點擊率。

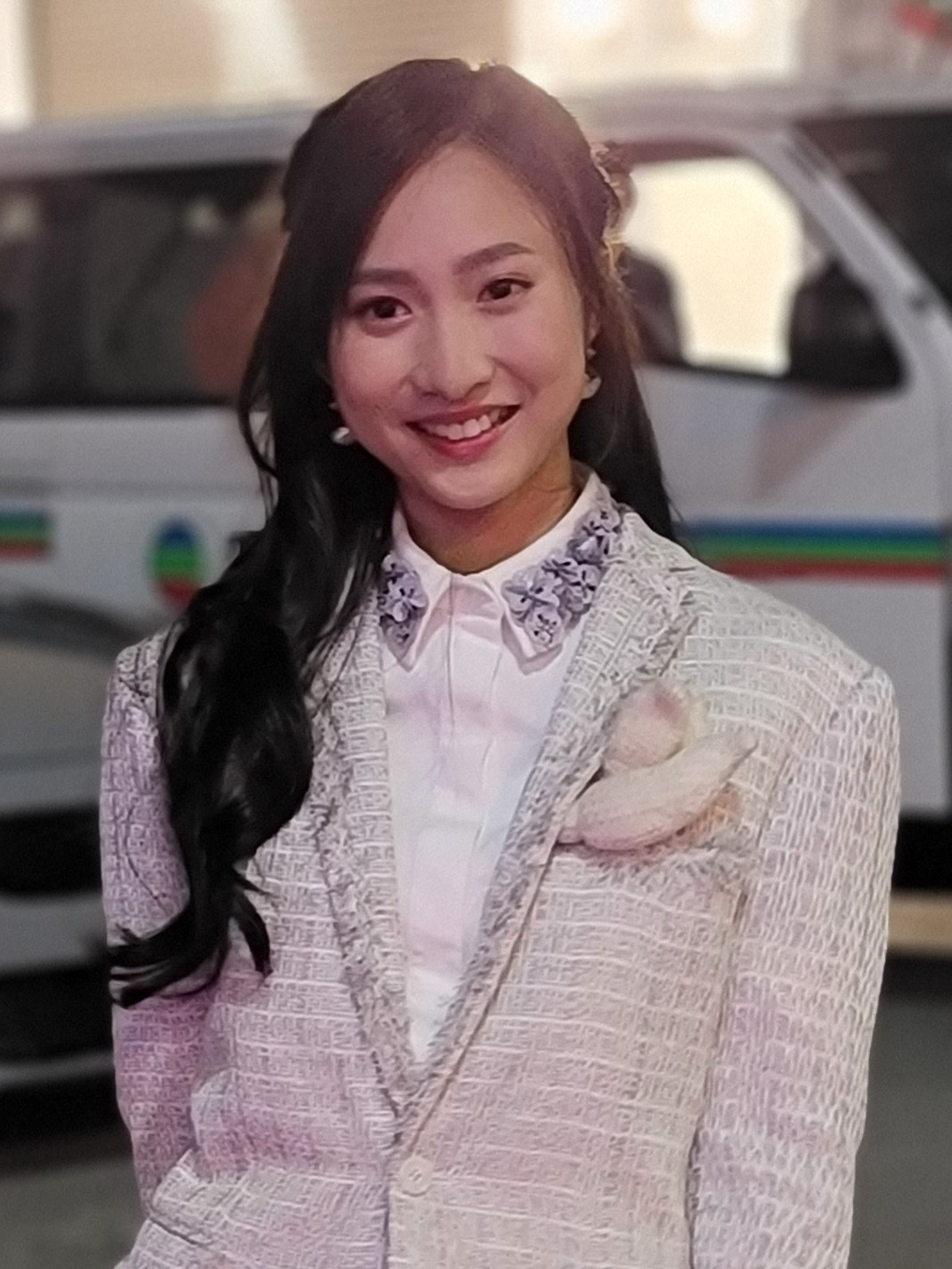
2021年11月28日，鍾柔美出席無綫電視慈善節目《星光熠熠耀保良》活動後。

11月27日，鍾柔美連同炎明熹、姚焯菲、詹天文組成女子組合After Class並推出歌曲《要為今日回憶》。12月，鍾柔美參演的電視劇《青春本我》播出，於劇中飾演因渴望成為領袖而被欺凌的「葉敏兒」，並為劇集獻唱插曲《傻人》，被讚唱出被欺凌者心酸。

### 2022年：個人出道
2022年1月10日，鍾柔美於《声梦传奇》决赛中跳唱郭富城的歌曲《第四晚心情》成為其在比賽中第四首達到100萬點擊的歌曲。

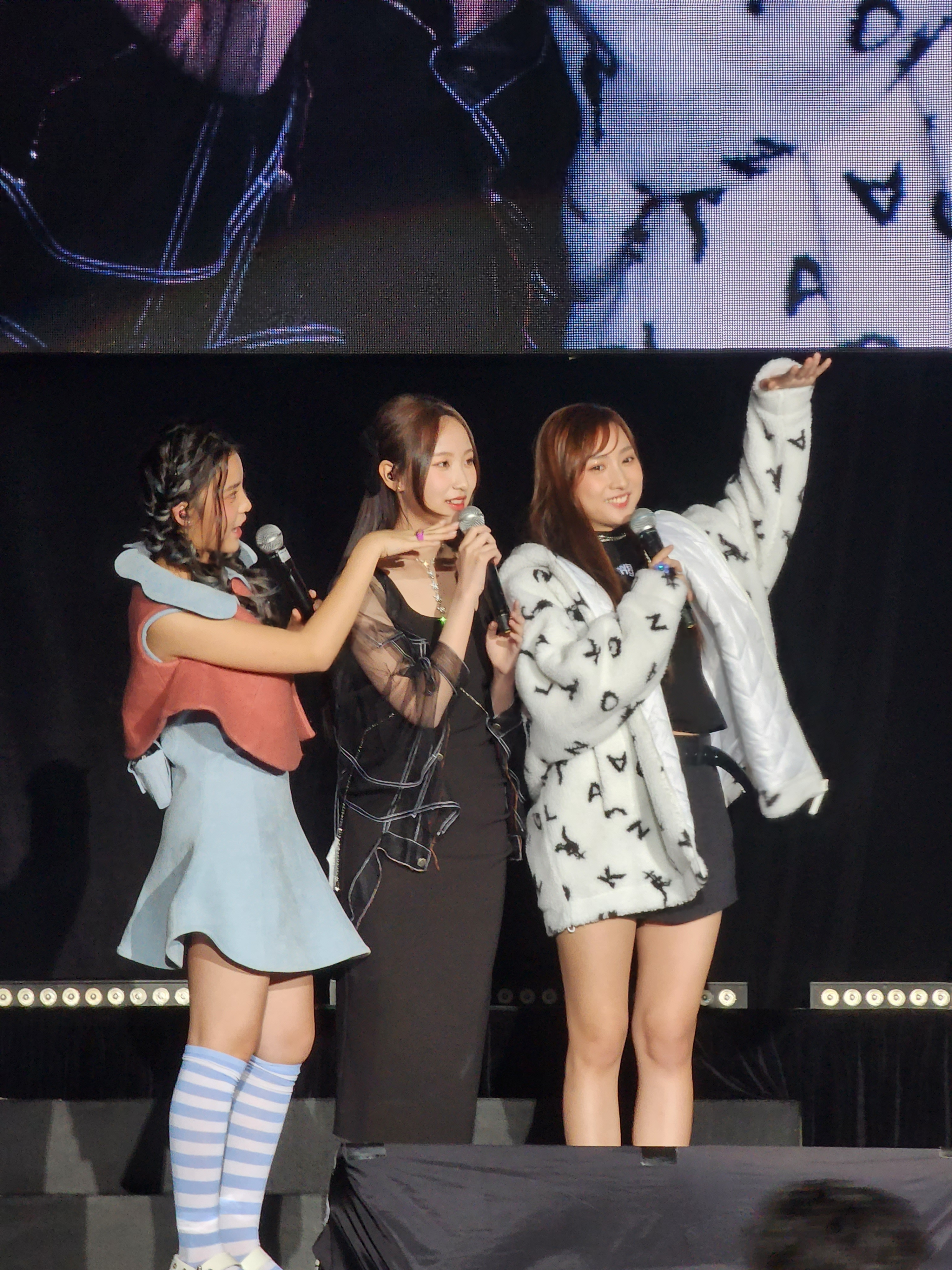
2022年11月26日，組合After Class成員詹天文（中）及鍾柔美（右）於旺角麥花臣場館為隊友姚焯菲（左）「Chantel x Aska #LOMLive Concert」的首場演出擔任特別嘉賓

參加《聲夢傳奇》前，鍾柔美和所有《聲夢傳奇》參賽者已簽下無綫電視經理人合約及星夢娛樂歌手合約。2022年2月4日，鍾柔美推出首支向各大電子傳媒派台的個人單曲《Breakin' My Heart》，正式以個人身份出道。翌日，該曲推出市面，她成為首位以After Class成員名義推出個人單曲的成員。此曲派台後成為兩台冠軍歌，並取得兩冠一亞一季的成績。10月27日，鍾柔美推出第二首個人單曲《wanna be close to u》，於各大電子傳媒取得一冠兩季的成績。
同年年尾，鍾柔美憑《青春本我》「葉敏兒」一角首度入圍《萬千星輝頒獎典禮2022》「最受歡迎電視女角色」及「最佳女配角」兩大獎項。其後鍾柔美於《新城勁爆頒獎禮2022》獲得「勁爆新人」獎，為其首個樂壇新人獎項；亦於《廣播九十五周年十大中文金曲》奪得「最有前途女新人優異獎」。

### 2023年至今：出道初期
2023年5月，鍾柔美主持無綫電視寵物選秀真人騷節目《超級毛特兒大賽》，節目是香港電視史上首個選美真狗騷，亦是她首個主持的電視節目。6月起，鍾柔美成為無綫電視音樂節目《J Music》中「Dance Cover」環節的長駐主持，在街頭快閃跳舞。7月，鍾柔美推出第三首個人單曲《y2k還襯我麼？》，與姚焯菲的《這個姿態》同為愛爆音樂「SUMMER DAY and NIGHT」系列歌曲。《y2k還襯我麼？》派台後於各大電子傳媒取得一冠一亞一季的成績。同月為無綫電視劇集《寵愛Pet Pet》主唱主題曲《寵寵》。9月，鍾柔美推出第四首個人單曲《下一個暑假》，成為兩台亞軍歌。同年年尾於《新城勁爆頒獎禮2023》獲得「勁爆人氣偶像」獎，並於《萬千星輝頒獎典禮2023》獲得「最具潛質新人獎」。
2024年6月17日，鍾柔美推出第五首個人單曲《Crack!》，派台後取得一冠兩亞的成績。7月18日，鍾柔美、姚焯菲及詹天文合唱歌《CYA》於演唱會前在各大音樂平台推出。7月19至20日，鍾柔美與姚焯菲及詹天文在麥花臣場館舉行兩場由星傳文化娛樂、創科媒體及愛爆音樂主辦《音樂出沒：Let's Play Together 演唱會》。11月8日，鍾柔美推出第六首個人單曲《Masterpiece》，成為兩台冠軍歌。同年年尾，鍾柔美於《新城勁爆頒獎禮2024》獲得「勁爆 Z世代樂勢力跳唱歌手金獎」，並於《萬千星輝頒獎典禮2024》憑主唱無綫電視劇集《企業強人》插曲《Come With Me》打入「最佳電視歌曲」最後五強。

## 比賽經歷

### 《聲夢傳奇》
- 分數取決於25位評判給予的燈數，即滿分為25分。

| 集數       | 播出日期      | 演唱歌曲                         | 合唱者                                 | 備註                                                      |
| ---------- | ------------- | -------------------------------- | -------------------------------------- | --------------------------------------------------------- |
| 第一次召集 | 2021年1月3日  | 《到此為止》／連詩雅             | 詹天文、姚焯菲                         | 不適用                                                    |
| 1          | 2021年4月10日 | 《天窗》／容祖兒                 | 不適用                                 | 以15分晉級                                                |
| 4          | 2021年5月1日  | 《女神》／鄭欣宜                 | 不適用                                 | 以藍隊隊員名義參賽，以3分於隊際賽落敗後晉級               |
| 5          | 2021年5月8日  | 《How You Like That》／BLACKPINK | 文凱婷                                 | 炎明熹、林君蓮伴舞；以藍隊隊員名義參賽，以7分於隊際賽落敗 |
| 6          | 2021年5月15日 | 《Lydia》／F.I.R.飛兒樂團        | 炎明熹、孫漢霖、林智樂、文凱婷、林君蓮 | 以藍隊隊員名義參賽，以2分於隊際賽落敗後晉級               |
| 7          | 2021年5月22日 | 《跳舞街》／陳慧嫻               | 文凱婷                                 | 以藍隊隊員名義參賽，以21分勝出隊際賽後晉級                |
| 8          | 2021年6月5日  | 《心急人上》／Cookies            | 不適用                                 | 以藍隊隊員名義參賽，以分19勝出隊際賽後晉級                |
| 11         | 2021年6月26日 | 《就算世界無童話》／衛蘭         | 衛蘭                                   | 以20分晉級                                                |
| 12         | 2021年7月3日  | 《狂野之城》／郭富城             | 不適用                                 | 以20分晉級                                                |
| 13         | 2021年7月17日 | 《全身暑假》／容祖兒             | 文凱婷                                 | 以23分（得分最高）晉級                                    |
| 14         | 2021年7月19日 | 《第四晚心情》／郭富城           | 不適用                                 | 以17分成為季軍                                            |

### 《聲夢傳奇2》
- 分數取決於25位評判給予的燈數，即滿分為25分。

| 集數 | 播出日期      | 演唱歌曲         | 合唱者 | 備註                                                               |
| ---- | ------------- | ---------------- | ------ | ------------------------------------------------------------------ |
| 10   | 2022年8月27日 | 《舞孃》／蔡依林 | 趙紫諾 | 以第一屆學員名義擔任紅隊演唱會模式嘉賓環節的嘉賓，以9:16落敗隊際賽 |

## 音樂作品

### 個人唱片
| 專輯 | 專輯名稱          | 專輯類型 | 發行公司            | 發行日期      | 曲目                         |
| ---- | ----------------- | -------- | ------------------- | ------------- | ---------------------------- |
| 1st  | Breakin' My Heart | 單曲     | 星夢娛樂 / 愛爆音樂 | 2024年4月20日 | 曲目 LP 1. Breakin' My Heart |

### 單曲
| 推出日期 | 曲目                             | 作曲                           | 填詞                | 編曲           | 監製               | 備註                                                                            |
| 2021年   |                                  |                                |                     |                |                    |                                                                                 |
| 4月5日   | 《造夢時學會飛行》               | 徐洛鏘                         | 張美賢              | Johnny Yim     | 韋景雲／何哲圖     | 《聲夢傳奇》主題曲 與《聲夢傳奇》第一季全體學員合唱                             |
| 7月11日  | 《奪金》                         | 側田                           | 王祖藍              | Dough-Boy      | 側田／Eric Kwok    | 無綫電視東京奧運2020主題曲 與《聲夢傳奇》第一季全體導師及學員合唱               |
| 8月9日   | 《夢》                           | 黑須克彥                       | 余皓文              | 葉肇中         | —                  | 動畫《多啦A夢》2021年版粵語片頭曲 連同詹天文、姚焯菲、文凱婷合唱                |
| 8月16日  | 《Hands Up》                     | John Laudon                    | 王祖藍／John Laudon | John Laudon    | —                  | 無綫電視兒童節目《Hands Up》主題曲 與姚焯菲、詹天文合唱                         |
| 10月10日 | 《不想輕躺》                     | 徐洛鏘                         | 楊熙                | 徐洛鏘／黃浩智 | 韋景雲             | 無綫電視劇集《青年心城之撐起青春》主題曲                                        |
| 12月12日 | 《自我推介（I Me Mine Myself）》 | 李敏                           | Johnny Yim          | Johnny Yim     | Johnny Yim         | 無綫電視劇集《青春本我》插曲 連同文凱婷、詹天文、林君蓮、潘靜文合唱             |
| 12月12日 | 《傻人》                         | 林君蓮                         | 李敏／冼靖峰        | Johnny Yim     | Johnny Yim         | 《青春本我》插曲                                                                |
| 2022年   |                                  |                                |                     |                |                    |                                                                                 |
| 1月17日  | 《青春不要臉》                   | 徐洛鏘                         | 楊熙                | 徐洛鏘         | 劉易昇             | 無綫電視劇集《青春不要臉》主題曲 連同詹天文、林沚羿、冼靖峰、張馳豪、黃奕斌合唱 |
| 1月23日  | 《#即影即友》                    | 彭嘉維                         | 彭嘉維              | Johnny Yim     | Johnny Yim         | 《青春本我》插曲 連同炎明熹、姚焯菲合唱                                         |
| 2月1日   | 《一起向未來》                   | 常石磊                         | 王平久              | 柒玖           | 趙增熹             | 與群星合唱 TVB《2022北京冬季奧運會》主題曲                                      |
| 2月4日   | 《Breakin' My Heart》            | T-ma／Thomas Tan／Quinny       | 朱琳                | T-ma           | T-ma               | 首支個人單曲                                                                    |
| 2月19日  | 《獅子山下 同心抗疫》            | 顧嘉煇                         | 盧永強              | 黃安弘         | 伍仲衡             | 與群星合唱 無綫電視因應2019冠狀病毒病香港第五波疫情而製作的抗疫歌曲             |
| 9月18日  | 《青春作風》                     | 伍樂城                         | 張楚翹              | 伍樂城         | 伍樂城             | 連同姚焯菲、冼靖峰、張馳豪合唱                                                  |
| 10月27日 | 《wanna be close to u》          | T-ma／Claudia Koh              | 朱琳                | T-ma           | T-ma               | 2022年第二首個人單曲                                                            |
| 2023年   |                                  |                                |                     |                |                    |                                                                                 |
| 7月18日  | 《y2k還襯我麼？》                | T-ma／Claudia Koh／朱琳        | 朱琳                | T-ma           | T-ma               | 2023年首支個人單曲                                                              |
| 7月31日  | 《寵寵》                         | 劉易昇                         | 楊熙                | Freddie Lo     | 劉易昇             | 無綫電視劇集《寵愛Pet Pet》主題曲                                               |
| 9月8日   | 《下一個暑假》                   | 蘇道哲                         | 小克                | 蘇道哲         | 蘇道哲             | 2023年第二首個人單曲                                                            |
| 2024年   |                                  |                                |                     |                |                    |                                                                                 |
| 6月9日   | 《無界》                         | 張家誠                         | 張家誠／張美賢      | 張家誠         | 張家誠             | 群星合唱 TVB 2024巴黎奧運主題曲                                                 |
| 6月17日  | 《Crack!》                       | Y.Siu／Paula Au                | T-Rexx              | Y.Siu          | Edward Chan／Y.Siu | 2024年首支個人單曲                                                              |
| 7月18日  | 《CYA》                          | 林君蓮／張天穎／TonYnoT／T-Ma  | 張楚翹／林君蓮      | PurpleNacho    | T-Ma               | 與姚焯菲、詹天文合唱                                                            |
| 10月3日  | 《Come with me》                 | 鄺靜欣                         | 劉易昇              | Freddie Lo     | 劉易昇             | 無綫電視劇集《企業強人》插曲                                                    |
| 11月8日  | 《Masterpiece》                  | Kyle Wong／Jonathan Chan／T-Ma | T-Rexx              | Jonathan Chan  | T-Ma               | 2024年第二首個人單曲                                                            |
| 2025年   |                                  |                                |                     |                |                    |                                                                                 |
| 3月29日  | 《女神》                         | 藍奕邦                         | 黃偉文              | 蘇道哲         | Jacky Chui         | 與姚焯菲合唱 翻唱鄭欣宜歌曲                                                     |

### 派台歌曲成績
| 派台歌曲成績（五台）         | 派台歌曲成績（五台）      | 派台歌曲成績（五台） | 派台歌曲成績（五台） | 派台歌曲成績（五台） | 派台歌曲成績（五台） | 派台歌曲成績（五台） | 派台歌曲成績（五台）                                                       |
| ---------------------------- | ------------------------- | -------------------- | -------------------- | -------------------- | -------------------- | -------------------- | -------------------------------------------------------------------------- |
| 唱片                         | 歌曲                      | 903                  | RTHK                 | 997                  | TVB                  | ViuTV                | 備註                                                                       |
| 2021年                       |                           |                      |                      |                      |                      |                      |                                                                            |
|                              | 奪金                      | ×                    | ×                    | ×                    | 1                    | ×                    | 首支冠軍歌 無綫電視東京奧運2020主題曲 與《聲夢傳奇》全體學員及星級導師合唱 |
|                              | 夢                        | ×                    | ×                    | ×                    | -                    | ×                    | 與姚焯菲、詹天文、文凱婷合唱 動畫《多啦A夢》香港版主題曲 翻唱廖碧兒作品    |
| 2022年                       |                           |                      |                      |                      |                      |                      |                                                                            |
|                              | Breakin' My Heart         | 2                    | 3                    | 1                    | 1                    | ×                    | 首支兩台冠軍歌 個人出道作品 加拿大至 HIT 中文歌曲排行榜：9                 |
|                              | 青春作風                  | -                    | -                    | -                    | -                    | ×                    | 與姚焯菲、冼靖峰、張馳豪合唱                                               |
|                              | Hat Trick                 | -                    | -                    | -                    | 1                    | ×                    | 與《聲夢傳奇》及《聲夢傳奇2》全體學員合唱                                  |
|                              | wanna be close to u       | 15                   | 3                    | 3                    | 1                    | ×                    | 跨年上榜（TVB）                                                            |
| 經典·傳承 無綫電視55周年大碟 | 華麗轉身                  | ×                    | ×                    | ×                    | -                    | ×                    | 與汪明荃合唱 翻唱汪明荃作品                                                |
| 2023年                       |                           |                      |                      |                      |                      |                      |                                                                            |
|                              | y2k還襯我麼？             | -                    | 3                    | 2                    | 1                    | ×                    |                                                                            |
|                              | 寵寵                      | ×                    | ×                    | ×                    | -                    | ×                    | 無綫電視劇《寵愛Pet Pet》主題曲                                            |
|                              | 下一個暑假                | -                    | 2                    | 2                    | 14                   | ×                    | 加拿大至 HIT 中文歌曲排行榜：15                                            |
|                              | 拼圖                      | -                    | -                    | -                    | -                    | ×                    | 與《聲夢傳奇》全體學員合唱 加拿大至 HIT 中文歌曲排行榜：18                 |
| 2024年                       |                           |                      |                      |                      |                      |                      |                                                                            |
|                              | Crack!                    | -                    | 2                    | 2                    | 1                    | ×                    | 加拿大至 HIT 中文歌曲排行榜：17                                            |
|                              | 無界                      | -                    | -                    | -                    | -                    | ×                    | 與TVB群星合唱 TVB 2024巴黎奧運主題曲                                       |
|                              | CYA                       | -                    | -                    | 4                    | 1                    | ×                    | 與姚焯菲、詹天文合唱                                                       |
|                              | Proud To Be A Woman（英） | ×                    | ×                    | ×                    | -                    | ×                    | 與JW王灝兒、詹天文合唱 無綫節目《2024年度香港小姐競選》主題曲              |
|                              | 我是DJ（Pop Version）     | ×                    | -                    | ×                    | ×                    | ×                    | 與周吉佩、余宗遙、黃明德、曾傲棐、詹天文、林愷鈴、彭嘉彬、林詠怡合唱       |
|                              | Masterpiece               | -                    | 3                    | 1                    | 1                    | ×                    | 跨年上榜（TVB） 翌年上榜（RTHK）                                           |
| 2025年                       |                           |                      |                      |                      |                      |                      |                                                                            |
|                              | 女神                      | ×                    | -                    | -                    | -                    | ×                    | 與姚焯菲合唱 翻唱鄭欣宜作品                                                |

| 各台冠軍歌總數（五台） | 各台冠軍歌總數（五台） | 各台冠軍歌總數（五台） | 各台冠軍歌總數（五台） | 各台冠軍歌總數（五台） | 各台冠軍歌總數（五台） |
| ---------------------- | ---------------------- | ---------------------- | ---------------------- | ---------------------- | ---------------------- |
| 903                    | RTHK                   | 997                    | TVB                    | ViuTV                  | 備註                   |
| 0                      | 0                      | 2                      | 8                      | 0                      | 五台冠軍歌總數：0      |

- （*）仍在榜上
- （-）未能上榜
- （×）沒有派往該台

## 演出作品

### 電視劇（無綫電視）
| 首播   | 劇名             | 角色           |
| 2015年 | 收規華           | 梁芯（童年）   |
| 2016年 | 城寨英雄         |                |
| 2017年 | 親親我好媽       | 辛誡           |
| 2017年 | 與諜同謀         |                |
| 2017年 | 平安谷之詭谷傳說 | 伍小翠         |
| 2021年 | 青春本我         | 葉敏兒（Yumi） |
| 拍攝中 | 特勤女團         |                |

### 綜藝節目（無綫電視）
| 首播   | 節目名                        | 備註                                 |
| 2021年 | 聲夢傳奇 第一次召集           | 演唱《到此為止》（與詹天文及姚焯菲） |
| 2021年 | 聲夢傳奇                      | 參賽者（藍隊）                       |
| 2021年 | Staries聲夢定時動態           | 《聲夢傳奇》節目花絮                 |
| 2021年 | 聲夢傳奇 傳奇誕生             | 季軍                                 |
| 2021年 | 聲·夢飛行 First Live On Stage | 演唱者                               |
| 2023年 | 萬眾同心公益金                | 演唱者                               |
| 2023年 | 星光熠熠耀保良                | 演唱者                               |
| 2024年 | 慈善星輝仁濟夜                | 演唱者                               |
| 2024年 | 騰龍運鑽花車匯演              |                                      |

### 主持節目（無綫電視）
| 首播   | 節目名         | 備註                         |
| 2023年 | 超級毛特兒大賽 | 與向海嵐、周奕瑋、黃嘉雯主持 |
| 2023年 | J Music        | Dance Cover環節主持          |

### 電影
| 首映   | 電影名                | 角色   |
| 2017年 | Transformed           | Rose   |
| 2018年 | 朝花夕拾芳華絕代 拾芳 | Olivia |

### 微電影
| 首映   | 電影名   | 角色 |
| 2019年 | 我不開心 | Yumi |
| 2017年 | 娃娃     | Yumi |

### 音樂錄像
| 首播   | 歌名                | 歌手   |
| 2019年 | 我不開心            | 蘇煒喬 |
| 2025年 | Believe In Yourself | 鍾嘉欣 |

## 演唱會／音樂會

### 非個人音樂會
| 日期              | 演唱會                                                                      | 場數 | 場地                               | 主辦單位                                     | 備註 |
| 2018年9月22日     | 第四屆童心同行慈善音樂晚會                                                  | 1    | 香港理工大學賽馬會綜藝館           | 腦之家                                       | [ 41 ] |
| 2021年6月30日     | 百年風華——香港各界青年慶祝中國共產黨成立100周年暨香港回歸祖國24周年文藝晚會 | 1    | 紅磡香港體育館                     | 香港各界青少年活動委員會、香港各界慶典委員會 | 連同蘇永康、炎明熹、姚焯菲、詹天文、冼靖峰、黃奕斌等參與                                                                   |
| 2021年8月12至15日 | 聲·夢飛行 First Live On Stage                                               | 4    | 旺角麥花臣場館                     | 無綫電視、星夢娛樂                           | 《聲夢傳奇》第一季畢業演唱會                                                                                               |
| 2021年8月26日     | 新城30+集體回憶音樂會                                                       | 1    | 灣仔香港會議展覽中心 Hall 5B, C    | 新城電台                                     | 連同胡鴻鈞、炎明熹、詹天文、文凱婷、張敬軒、蘇永康、胡鴻鈞、菊梓喬、鄭欣宜、太極樂隊、曾樂彤、施匡翹、ANSONBEAN、Delta T等 |
| 2021年9月1日      | 第九屆「眾樂樂JAM SOUND慈善音樂會」                                         | 1    | 九龍灣國際展貿中心Music Zone       | 樂兒計劃成長基金                             | 演唱《狂野之城》 |
| 2021年9月4日      | 兒歌金曲SUMMERFEST                                                          | 1    | 將軍澳電視廣播城                   | 無綫電視                                     | 與姚焯菲、文凱婷、詹天文跳唱《夢》、與姚焯菲、詹天文跳唱《Hands Up》                                                       |
| 2021年11月23日    | Fubon GO x 聲夢傳奇《唱出初心》                                             | 1    | 尖沙咀美麗華廣場宴會廳             | 富邦銀行（香港）                             | 演唱《就算世界無童話》、《狂野之城》                                                                                       |
| 2021年11月28日    | 星光熠熠耀保良                                                              | 1    | 紅磡香港體育館                     | 香港保良局                                   | 連同炎明熹、姚焯菲、詹天文合唱《要為今日回憶》                                                                             |
| 2022年1月1日      | 聲夢維港Party Together演唱會2022                                            | 1    | 中環海濱活動空間                   | NEW TV                                       | |
| 2022年1月8日      | 博愛青年音樂會                                                              | 1    | 伊利沙伯體育館                     | 博愛醫院                                     | 連同吳若希、王灝兒(JW)、吳業坤、姚焯菲、文凱婷、林君蓮、潘靜文、林浩文、李紹堅、劉展霆及「博愛好聲音」歌唱比賽得獎者       |
| 2022年3月22日     | Concert Watch From Home                                                     | 1    | 全球網上直播                       | 愛爆音樂                                     | 連同JW王灝兒、姚焯菲、詹天文參與                                                                                           |
| 2022年7月1日      | 慶祝香港回歸祖國二十五周年文藝晚會                                          | 1    | 紅磡香港體育館                     | 康樂及文化事務署、無綫電視                   | 連同JW王灝兒、泳兒、李幸倪、姚焯菲、詹天文等參與                                                                           |
| 2022年10月1日     | 香港同胞慶祝中華人民共和國成立七十三周年文藝晚會                            | 1    | 紅磡香港體育館                     | 香港特別行政區政府                           | 與一眾《聲夢傳奇》第一季畢業生參與（黃奕斌、林君蓮除外）                                                                   |
| 2022年10月1日     | 星光熠熠耀保良                                                              | 1    | 紅磡香港體育館                     | 香港保良局                                   | 演唱《Breakin' My Heart》及與汪明荃合唱《華麗轉身》                                                                        |
| 2022年11月29日    | So Cool音樂會                                                               | 1    | 旺角麥花臣場館                     | 新城知訊台                                   | 連同蘇道哲、胡鴻鈞、林欣彤、雲浩影等參與                                                                                   |
| 2022年12月3日     | 博愛青年音樂會2022                                                          | 1    | 伊利沙伯體育館                     | 博愛醫院                                     | 連同王灝兒(JW)、吳若希、胡鴻鈞、謝東閔及姚焯菲、炎明熹、詹天文、文凱婷、潘靜文、彭家賢等參與                               |
| 2023年4月7至8日   | 流行原音音樂會 Pop Unplugged                                                | 2    | 伊利沙伯體育館                     | 康樂及文化事務署                             | 連同Johnny Yim、 冼靖峰、何晉樂、 林智樂、詹天文等參與                                                                     |
| 2023年12月21日    | 聲夢飛行WHAT WE BECOME LIVE 2023                                            | 1    | 九龍灣九龍灣國際展貿中心 Star Hall | 無綫電視、愛爆音樂                           | 《聲夢傳奇》第一季學員再次合體舉行演唱會                                                                                   |
| 2024年7月19-20日  | 音樂出沒：Let's Play Together 演唱會                                        | 2    | 旺角麥花臣場館                     | 無綫電視、愛爆音樂                           | After Class 學員 姚焯菲、詹天文與演唱會                                                                                    |

### 演唱會及大型音樂會嘉賓
| 日期               | 演唱會名稱                                                                         | 場數 | 場地                   | 備註 |
| 2021年10月16至17日 | 伍仲衡再搞花臣音樂會                                                               | 2    | 九龍灣國際展貿中心匯星 | 演唱《星空下的戀人》《瘋了》、與冼靖峰合唱《其實你心裡有沒有我》《會過去的》                                   |
| 2022年7月2日       | 新城知訊台：好友音樂 - 飛嘗夏日                                                    | 1    | 網上舉行               | 與Gin Lee李幸倪及許靖韻出席                                                                                    |
| 2022年11月26日     | 中銀香港「理財TrendyToo」呈獻：Chantel x Aska #LOMLive Concert                     | 1    | 旺角麥花臣場館         | 與姚焯菲、詹天文、張馳豪合唱《聽晚見唔見到你》；與姚焯菲、詹天文合唱《到此為止》；與詹天文合唱《Can You Hear》 |
| 2022年12月11日     | 吳若希 Let her be 2022 演唱會                                                      | 1    | 旺角麥花臣場館         | 演唱《Breakin' My Heart》                                                                                      |
| 2023年3月18至19日  | 蘇格蘭場今天星閃閃林敏驄暨車總腦交戰時日如飛40週年成人禮作品展演唱會之part 2更精采 | 2    | 西九文化區竹翠公園     | 與文凱婷合唱《跳舞街》                                                                                         |
| 2023年4月1日       | 繼續寵愛・二十年・音樂會                                                           | 1    | 紅磡香港體育館         | 與聲夢學員合唱《Stand Up》、《少女心事》；與譚耀文、聲夢合唱《不羈的風》                                       |

## 獎項及提名
| 年份   | 頒獎單位                                         | 獎項                      | 作品               | 結果                         |
| ------ | ------------------------------------------------ | ------------------------- | ------------------ | ---------------------------- |
| 2014年 | 第四屆中國少兒小金鐘音樂大賽暨第二屆港澳區總決賽 | 聲樂組兒童組              | 不適用             | 亞軍                         |
| 2019年 | 登堂入室歌唱比賽                                 | 比賽                      | 不適用             | 金獎                         |
| 2021年 | 萬千星輝頒獎典禮2021                             | 最受歡迎電視歌曲          | 《造夢時學會飛行》 | 與《聲夢傳奇》學員獲獎       |
| 2021年 | 萬千星輝頒獎典禮2021                             | 最受歡迎電視歌曲          | 《Hands Up》       | 與姚焯菲、詹天文入圍最後十強 |
| 2021年 | 萬千星輝頒獎典禮2021                             | 最受歡迎電視歌曲          | 《奪金》           | 與《聲夢傳奇》導師及學員提名 |
| 2021年 | 萬千星輝頒獎典禮2021                             | 最受歡迎電視歌曲          | 《夢》             | 與姚焯菲、詹天文及文凱婷提名 |
| 2021年 | 萬千星輝頒獎典禮2021                             | 最受歡迎電視歌曲          | 《不想輕躺》       | 提名                         |
| 2022年 | 第七屆VIP音樂榜頒獎禮                            | VIP熱播跳唱新人           | 不適用             | 獲獎                         |
| 2022年 | 萬千星輝頒獎典禮2022                             | 最受歡迎電視歌曲          | 《傻人》           | 提名                         |
| 2022年 | 萬千星輝頒獎典禮2022                             | 最受歡迎電視歌曲          | 《Hands Up》       | 與姚焯菲、詹天文入圍最後十強 |
| 2022年 | 萬千星輝頒獎典禮2022                             | 最受歡迎電視歌曲          | 《#即影即友》      | 提名                         |
| 2022年 | 萬千星輝頒獎典禮2022                             | 最受歡迎電視歌曲          | 《自我推介》       | 提名                         |
| 2022年 | 萬千星輝頒獎典禮2022                             | 最受歡迎電視歌曲          | 《青春不要臉》     | 提名                         |
| 2022年 | 萬千星輝頒獎典禮2022                             | 最受歡迎電視女角色        | 《青春本我》葉敏兒 | 提名                         |
| 2022年 | 萬千星輝頒獎典禮2022                             | 最佳女配角                | 《青春本我》葉敏兒 | 提名                         |
| 2022年 | Yahoo! 搜尋人氣大獎2022                          | 熱搜本地男女藝人或組合    | 人氣票             | 最後十強                     |
| 2022年 | 新城勁爆頒獎禮2022                               | 勁爆新人                  | 不適用             | 獲獎                         |
| 2023年 | 廣播九十五周年十大中文金曲                       | 最有前途女新人            | 不適用             | 優異獎                       |
| 2023年 | 新城勁爆頒獎禮2023                               | 勁爆人氣偶像              | 不適用             | 獲獎                         |
| 2023年 | 萬千星輝頒獎典禮2023                             | 最具潛質新人獎            | 不適用             | 獲獎                         |
| 2023年 | 萬千星輝頒獎典禮2023                             | 最佳電視歌曲              | 《寵寵》           | 提名                         |
| 2023年 | 萬千星輝頒獎典禮2023                             | 最佳電視歌曲              | 《Hands Up》       | 提名                         |
| 2024年 | 新城勁爆頒獎禮2024                               | 勁爆 Z世代樂勢力 跳唱歌手 | 不適用             | 金獎                         |
| 2024年 | 萬千星輝頒獎典禮2023                             | 最佳電視歌曲              | 《Come With Me》   | 最後五強                     |

## 外部連結
- 鍾柔美的Instagram帳戶
- 鍾柔美在互联网电影资料库（IMDb）上的資料（英文）
- YouTube上的鍾柔美頻道
- 鍾柔美Yumi的新浪微博
- 鍾柔美的抖音短視頻主頁 （页面存档备份，存于）